# Merit Ptah (krater wenusjański)
Merit Ptah – krater na powierzchni Wenus o średnicy 16,5 km. Jest położony na szerokości 11,4° północnej i długości 115,6° wschodniej. Decyzją Międzynarodowej Unii Astronomicznej w 1994 roku został nazwany na cześć staroegipskiej lekarki Merit Ptah. Krater ten był sfotografowany przez amerykańską sondę kosmiczną Magellan.